# Kubanski (Rogóvskaia)
|  | Per a altres significats, vegeu «Kubanski». |

Kubanski - Кубанский (rus) - és un khútor del krai de Krasnodar, a Rússia. Es troba a la vora esquerra del riu Kirpili. És a 13 km al nord-oest de Timaixovsk i a 72 km al nord de Krasnodar.
Pertany a l'stanitsa de Rogóvskaia.